# 동국대학교 사범대학 부속 가람중학교
동국대학교 사범대학 부속 가람중학교(東國大學校師範大學附屬伽藍中學校)는 대한민국 서울특별시 광진구 구의동에 있는 사립 중학교이다.

## 학교 연혁
- 1930년 6월 20일 : 명성학원 설립(종로구 수송동 44번지), 초대 서복주 원장 취임
- 1936년 5월 20일 : 명성여학교 설립 인가, 초대 최범술 교장 취임
- 1945년 9월 15일 : 종로구 관수동 102번지로 교사 이전
- 1946년 11월 8일 : 명성여자중학교로 교명 변경
- 1950년 5월 20일 : 8학급 인가(학생정원 400명)
- 1953년 4월 24일 : 명성여자고등기술학교 병설 인가 (2학급 학생정원 100명)
- 1966년 11월 18일 : 학교법인 동국학원에 인수
- 1969년 8월 27일 : 성동구 구의동 238-1 현 위치로 교사 이전 (중학교)
- 2004년 9월 20일 : 학교법인 동국대학교로 법인 명칭 변경 인가
- 2005년 4월 15일 : 동국대학교사범대학부속여자중학교로 교명 변경
- 2009년 10월 21일 : 교사 본관 리모델링 준공식
- 2023년 2월 7일 : 제94회 졸업식 (185명, 총 졸업생수 33,351명)
- 2023년 3월 1일 : 제42대 이사장 돈관 큰스님 취임
- 2023년 3월 1일 : 제27대 박현정 교장 취임
- 2025년 3월 1일 : 남녀공학 전환 및 동국대학교사범대학부속가람중학교로 교명 변경

## 참고 자료
- 동국대학교 사범대학 부속 가람중학교 - 한국교육학술정보원 학교알리미